# Горько! 2
«Горько! 2» — продолжение вышедшей в 2013 году российской комедии «Горько!», снятое режиссёром Жорой Крыжовниковым и продюсерами Ильёй Бурцом, Дмитрием Нелидовым, Тимуром Бекмамбетовым и Сергеем Светлаковым. Мировая премьера фильма состоялась 12 октября 2014 года на швейцарском кинофестивале «KINO. Фильмы из России и не только». В российский прокат «Горько! 2» вышел 23 октября 2014 года. 
Является самым прибыльным российским фильмом 2014 года (однако по сравнению с первой частью сборы оказались на 32 % меньше).

## Синопсис
В отличие от первого фильма, во втором события разворачиваются вокруг похорон. Чтобы не выплачивать долги, Борис Иванович инсценирует свою смерть. Для большей достоверности он заставляет родных устроить поминки. Однако неожиданно приезжает Витька Каравай — армейский товарищ Бориса Ивановича, который завоёвывает внимание всей семьи.

## В ролях
| Актёр                | Роль                                                    |
| -------------------- | ------------------------------------------------------- |
| Ян Цапник            | Борис Иванович, муж Татьяны, отчим Наташи               |
| Юлия Александрова    | Наташа, жена Ромы                                       |
| Елена Валюшкина      | Татьяна, жена Бориса Ивановича, мама Наташи             |
| Юлия Сулес           | Люба, жена Евгения Геннадьевича, мама Ромы, Лёши и Димы |
| Василий Кортуков     | Евгений Геннадьевич, муж Любы, отец Ромы, Лёши и Димы   |
| Александр Паль       | Лёша, брат Ромы и Димы по прозвищу Хипарь               |
| Александр Робак      | Витька Каравай, сослуживец Бориса Ивановича             |
| Сергей Лавыгин       | дядя Толя                                               |
| Егор Корешков        | Рома, муж Наташи                                        |
| Валентина Мазунина   | Ксюха, девушка Лёши                                     |
| Сергей Светлаков     | камео                                                   |
| Сергей Габриэлян мл. | Дима, младший брат Ромы и Лёши, оператор                |

## Создание
Идея снять фильм «Горько! 2» появилась ещё во время съёмок кинокомедии «Горько!». Съёмки начались в мае 2014 года и проходили в Геленджике на 700-метровой горе Шахан. Немало проблем для съёмочной группы доставила погода: из-за облаков и тумана пришлось корректировать съёмочный график. К августу 2014 года съёмки были завершены.
24 августа создатели фильма устроили в нескольких городах России застолье, попавшее в Книгу рекордов России как самое массовое: в нём приняло участие около 4600 человек.